# Francesco Mazza
Pour les articles homonymes, voir Mazza.
Francesco (Francio) Mazza  (né le 21 mars 1982 à Milan, Italie) est un scénariste et réalisateur italien, diplômé en filmmaking à la New York Film Academy  de New York.

## Biographie
En 1999, pendant l'occupation de son lycée, il entre en contact avec la rédaction du journaliste et animateur de télévision Michele Santoro. Il devient pendant les deux années suivantes l'hôte jeune de ses émissions et talk shows (Circus, Il Raggio Verde). 
En septembre 2001, il fait son début à Mediaset, en devenant reporter pour l'émission sur les jeunes Mosquito (diffusée sur la chaîne Italia 1).
En 2003 il rejoint le groupe de travail d' Antonio Ricci, auteur et producteur italien, en devenant, en 2005, un des auteurs de Striscia la Notizia, l'émission satirique la plus suivie en Italie, diffusée sur la chaîne Canale 5. 
En même temps, il écrit pour d'autres émissions satiriques de Mediaset, comme Paperissima Sprint diffusée sur Canale 5 et Le Nuove Mostre, première émission de la chaîne digitale La5. 
In 2011 , il écrit le scénario de Big End, la sketch-com diffusée sur Rai 4, interprétée par Francesco Mandelli et Fabrizio Biggio, le duo devenu très populaires grâce à la mini-série I soliti Idioti.
L'année suivante, il décide de s'installer à New York et plus tard, en 2014, il écrit et réalise le pilote de Vera Bes, web-série produite par Zodiakactive (Zodiak Media), présentée pour la première fois au Roma Fiction Fest et en concours au Marseille Web Fest 2014.
En 2015, il réalise le court métrage Frankie: Italian Roulette, primé « meilleur court » au Oaxaca Film Fest (en) en 2015 et « Prix du public » au Short Cut Film Festival de Chicago en 2015.

## Émissions télévisées
- Mosquito (Italia 1, 2001-2002)
- Striscia la Notizia (Canale 5, 2003-2012)
- Paperissima Sprint (Canale 5, 2005- 2012)
- Mattino 5 (Canale 5, 2008-2011)
- Le nuove mostre (Canale 5, 2010-2012)
- Big End (Rai 4, 2011)